# Cathédrale du Très-Saint-Rosaire de Calcutta
Pour les articles homonymes, voir Cathédrale du Très-Saint-Rosaire.
La cathédrale du Très-Saint-Rosaire (communément appelée Portuguese Church) est un édifice religieux catholique situé à Brabourne Road (Kolkata). Construite en 1797 par les Portugais et agrandie plus tard, elle est l’église cathédrale de l’Archidiocèse catholique de Calcutta.

## Description
L’église construite par les Portugais en 1797 est agrandie plus tard par la construction d’un porche flanqué de deux tours, chacune surmontée d’une couronne mariale. Le fronton est décoré d’une fresque illustrant la Vierge du Rosaire offrant le Rosaire à saint Dominique et sainte Catherine de Sienne. Le porche est devancé d’un haut portique avec ouverture en arc.

## Histoire

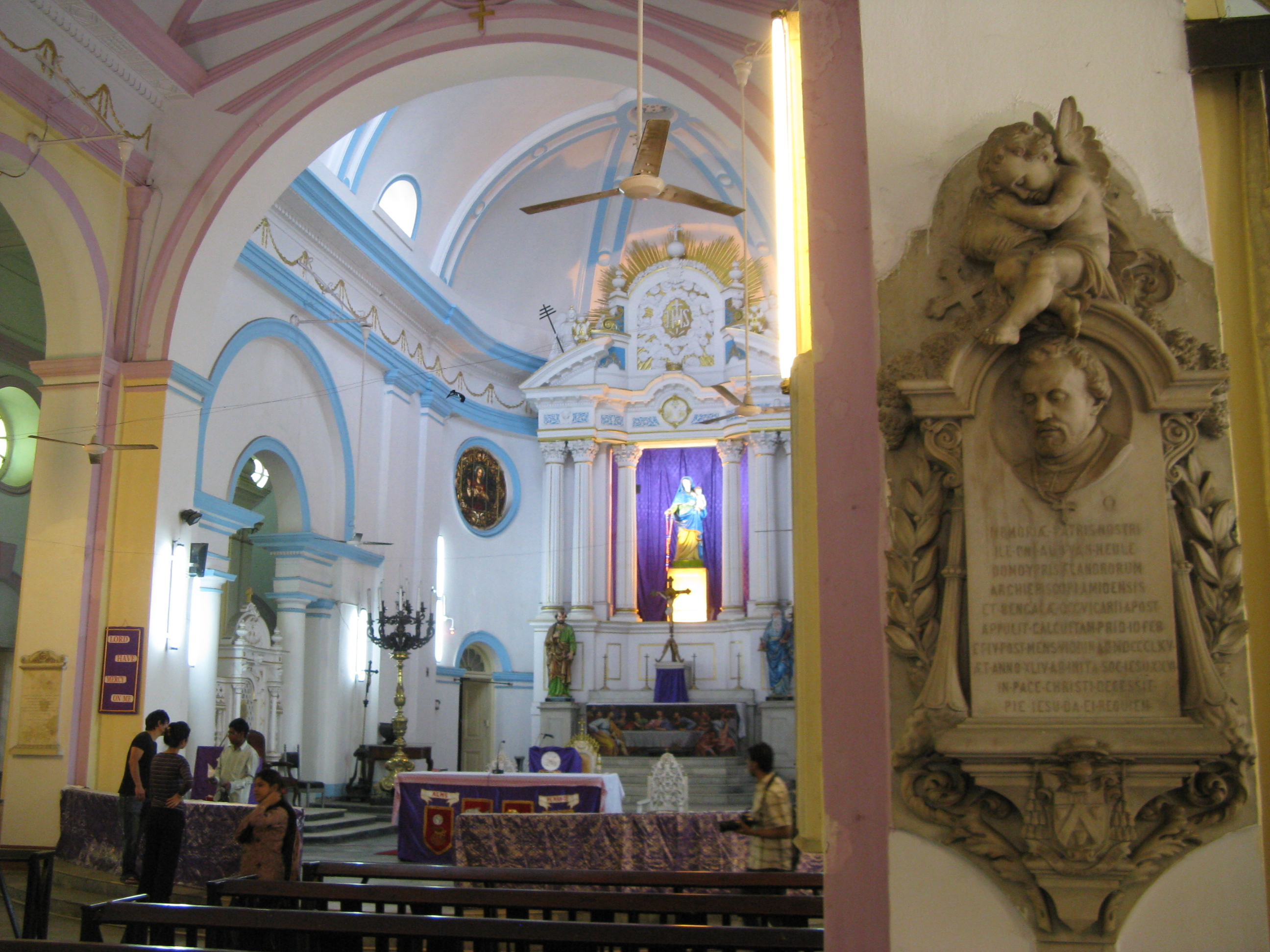
Le chœur de la cathédrale.

Dès la fondation de la ville de Calcutta par Job Charnock (1690) des Portugais venant de Hooghly-Bandel, un comptoir de l'Empire colonial portugais plus ancien et déjà fort développé, s’installent à Calcutta et y construisent une chapelle qui comme l’église de Bandel, est desservie par des prêtres augustiniens.
En 1799, la chapelle est remplacée par une église plus vaste qui est alors l'église principale du Padroado à Calcutta. Lorsque le Vicariat apostolique du Bengale est créé en 1834 le premier vicaire apostolique, Robert Saint-Leger (1788-1856) la choisit comme cathédrale. Le vicariat (puis archidiocèse de Calcutta) étant à l’origine confié à la Compagnie de Jésus, les jésuites assurent les services pastoraux de la cathédrale. Ils sont remplacés par les Salésiens en 1921. Depuis 1972 elle se trouve entre les mains du clergé diocésain.